# Place Jean-Macé (Lyon)
Pour les articles homonymes, voir Place Jean-Macé.
La place Jean-Macé est une place située dans le 7e arrondissement de Lyon, en France. La place porte le nom de l'homme politique, journaliste et enseignant Jean Macé (1815-1894).

## Situation
La place Jean-Macé est traversée par l'avenue Jean-Jaurès entre la rue Jaboulay au nord et l'avenue Berthelot au sud. Plusieurs voies débouchent sur la place : la rue du Professeur-Grignard, la rue Raoul-Servant, la rue Jaboulay, la rue Ernest-Renan, la rue Domer, la rue Parmentier, l'avenue Berthelot. La place Jean-Macé est nœud important d'échange multimodal pour les mobilités quotidiennes (bus, tram, train, vélo notamment).

## Accessibilité
La place Jean-Macé est desservie par :
- la ligne B du métro de Lyon (station Jean Macé) ;
- la ligne 2 du tramway de Lyon ;
- les lignes de bus C4, C7, C12, C14, 35 et 64 ;
- la gare de Lyon-Jean Macé, une gare TER ouverte en 2009 située dans le sud de la place.

## Odonymie
La place nouvelle est baptisée du nom journaliste et enseignant Jean Macé (1815-1894) par délibération du conseil municipal du 31 juillet 1904.

## Histoire
En 1892, l'avenue du Maréchal-de-Saxe est prolongée vers le sud (actuelle avenue Jean-Jaurès). Au nord de la voie ferrée, elle croise la route de Gerland (actuellement rue Renan) et la rue d'Avignon (actuellement rue Élie-Rochette), formant ainsi un embryon de place. Construits dans la première partie du XIXe siècle, le fort du Colombier et le rempart qui le reliait au fort de la Vitriolerie sont détruits dans les années 1890.
C'est sous le Second Empire que cet enchevêtrement de voies devient vraiment une place publique. L'espace environnant est longtemps resté libre : son allure actuelle date des années 1950 lors de la construction de grands immeuble du côté de la rue Parmentier à l'est et de la rue Grignard à l'ouest.

## Description

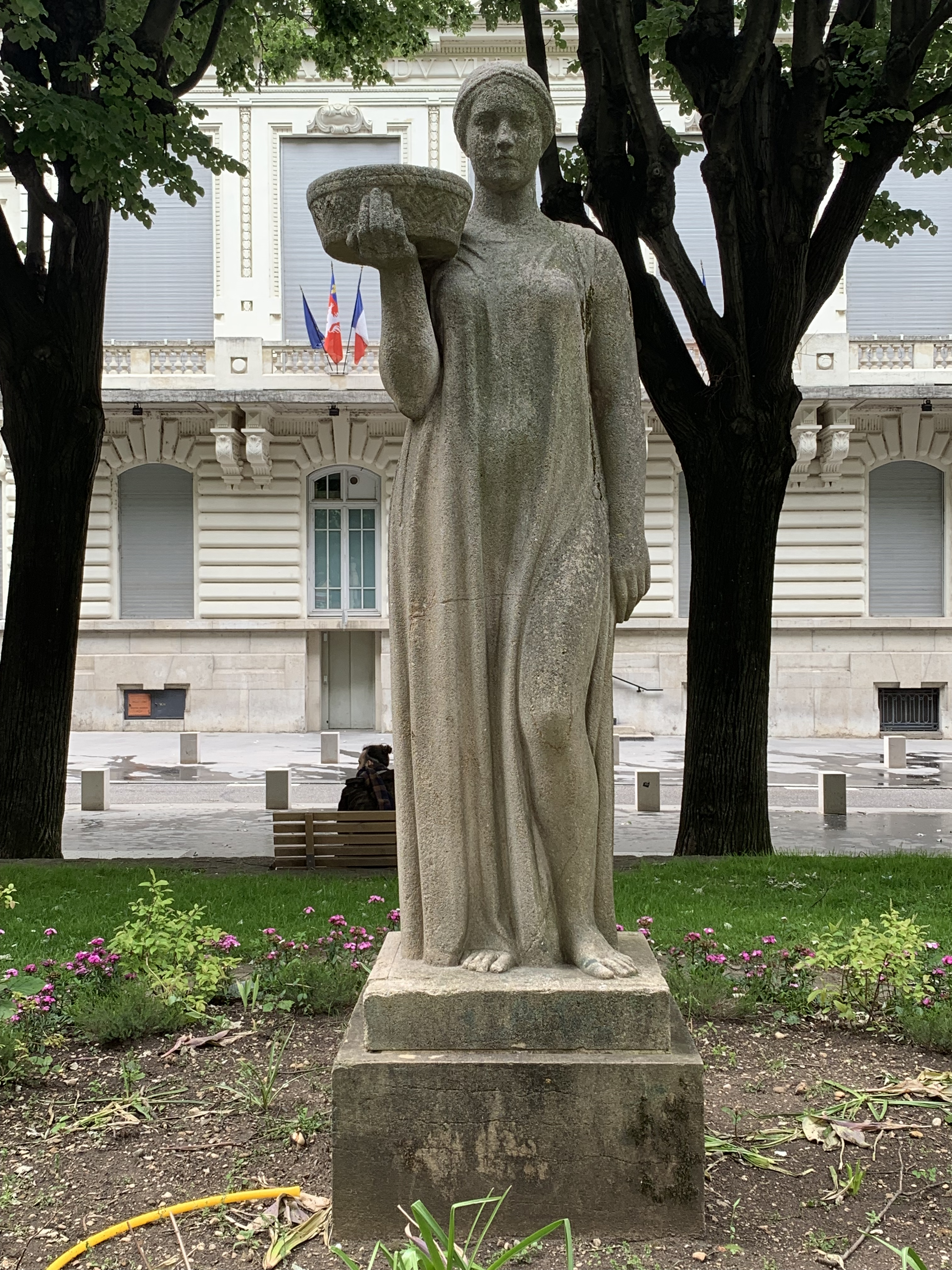
La Canéphore, par Albert Poncin (1877-1954).

Du fait de sa centralité au cœur de l'arrondissement, la place accueille d'importants bâtiments, donc la mairie du 7e arrondissement, achevée en 1920 par l'architecte Charles Meysson, qui abrite des décors du peintre Pierre Combet-Descombes ; la bibliothèque du 7e Jean-Macé, à l'angle de la rue Domer, la gare de Lyon-Jean Macé et deux stations Vélo'v.
Elle est ornée de canéphores sculptées par Albert Poncin.